# Basquetebol do Atlético Sport Aviação
A equipa de basquetebol do Atlético Sport Aviação, comumente conhecida como ASA, é a secção da agremiação que disputa a Unitel Basket (Campeonato Nacional de Basquetebol). A equipe disputa seus jogos do campeonato angolano no Pavilhão da Cidadela com capacidade para 6.873 pessoas localizado em Luanda, Angola.

## Histórico de temporadas
| Temporada | Nível                           | Liga                            | Pos.                            | Resultado                       | Copa de Angola                  | Supercopa                       | Competições Internacionais | Competições Internacionais |
| --------- | ------------------------------- | ------------------------------- | ------------------------------- | ------------------------------- | ------------------------------- | ------------------------------- | -------------------------- | -------------------------- |
| 2007-08   | 1                               | BAI Basket                      | 4º                              | Finalista                       |                                 |                                 | 1 Copa dos Campeões        | 3º colocado                |
| 2008-09   | 1                               | BAI Basket                      |                                 |                                 |                                 |                                 |                            |                            |
| 2009-10   | Não disputou torneios nacionais | Não disputou torneios nacionais | Não disputou torneios nacionais | Não disputou torneios nacionais | Não disputou torneios nacionais | Não disputou torneios nacionais |                            |                            |
| 2010-11   | Não disputou torneios nacionais | Não disputou torneios nacionais | Não disputou torneios nacionais | Não disputou torneios nacionais | Não disputou torneios nacionais | Não disputou torneios nacionais |                            |                            |
| 2011-12   | Não disputou torneios nacionais | Não disputou torneios nacionais | Não disputou torneios nacionais | Não disputou torneios nacionais | Não disputou torneios nacionais | Não disputou torneios nacionais |                            |                            |
| 2012-13   | Não disputou torneios nacionais | Não disputou torneios nacionais | Não disputou torneios nacionais | Não disputou torneios nacionais | Não disputou torneios nacionais | Não disputou torneios nacionais |                            |                            |
| 2013–14   | Não disputou torneios nacionais | Não disputou torneios nacionais | Não disputou torneios nacionais | Não disputou torneios nacionais | Não disputou torneios nacionais | Não disputou torneios nacionais |                            |                            |
| 2014–15   | 1                               | BIC Basket                      | 4º                              | Semifinalista                   | Semifinalista                   |                                 | -                          | -                          |
| 2015–16   | 1                               | BIC Basket                      | 7                               |                                 |                                 |                                 | -                          | -                          |
| 2016-17   | 1                               | BIC Basket                      | 7                               | Quartas de Finais               | Semifinalista                   |                                 |                            |                            |
| 2017-18   | 1                               | Unitel Basket                   | 5                               | Semifinais                      |                                 |                                 | -                          | -                          |
| 2018-19   | 1                               | Unitel Basket                   | 4º                              | Semifinais                      |                                 |                                 |                            |                            |
| 2019-20   | 1                               | Unitel Basket                   | 5º                              |                                 |                                 |                                 |                            |                            |
| 2020-21   | 1                               | Unitel Basket                   | 7º                              |                                 |                                 |                                 |                            |                            |
| 2021-22   | 1                               | Unitel Basket                   | 4º                              | Semifinais                      |                                 |                                 |                            |                            |
| 2022-23   | 1                               | Unitel Basket                   |                                 |                                 |                                 |                                 |                            |                            |
| 2023-24   | 1                               | Unitel Basket                   | 8º                              | Quartas de finais               |                                 |                                 |                            |                            |
| 2024-25   | 1                               | Unitel Basket                   | 9º                              |                                 |                                 |                                 |                            |                            |

## Títulos

### Campeonato Angolano
- Campeão (3x): 1980, 1996, 1997
- Finalista (1x):2007-08

### Copa de Angola
- Campeão (2x): 1993, 1999
- Finalista (1x):2000

### Copa dos Campeões Africanos
- Medalha de Bronze (1x): 2008